# Bomba hamowana
Bomba hamowana – rodzaj bomby lotniczej wyposażonej w hamulec aerodynamiczny, służąca do ataków z niskiego pułapu.

## Opis

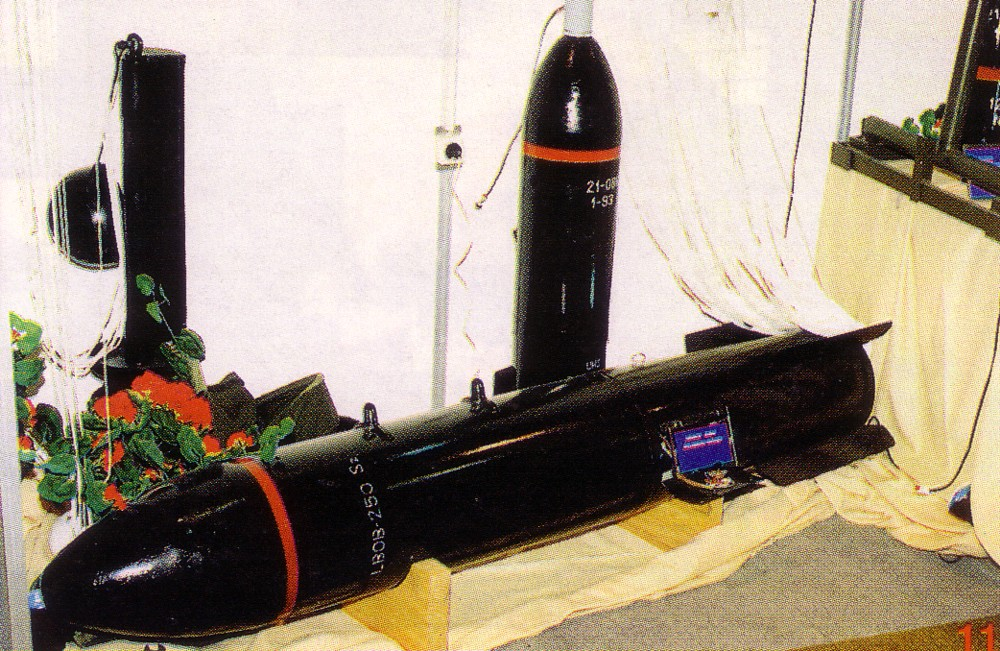
Polska bomba hamowana LBOB-250Sz prezentowana na targach uzbrojenia MSPO 93 w Kielcach

Bomba hamowana jest wyposażona w hamulec spowalniający jej prędkość opadania. Może być to hamulec aerodynamiczny, spadochron hamujący, odpowiednio ukształtowane powierzchnie aerodynamiczne lub umieszczony z przodu korpusu silnik rakietowy. Dzięki tym mechanizmom samolot-nosiciel ma możliwość przeprowadzenia ataku z niskiego pułapu i oddalenia się na bezpieczną odległość. Dodatkowo wydłużony czas opadania bomby zmienia jej tor lotu na bardziej stromy, co zapobiega jej rykoszetowaniu. Poprzez dodanie kolejnego silnika rakietowego umieszczonego z tyłu korpusu bomba hamowana może zostać przekształcona w bombę przeciwbetonową, zdolną do niszczenia pasów startowych, schronów bojowych i innych punktów umocnionych.

## Przykładowe bomby hamowane
- BetAB-500,
- EXPAL BME 330 AR,